# Герг Кирязи
Герг Кирязи (на албански: Gjergj Qiriazi) е албански издател и писател.

## Биография
Роден е в 1868 година в Битоля, Османската империя. Брат му Герасим и двете му сестри Параскеви и Севасти са видни албански просветни дейци. Учи в Битоля. Подобно на брат си Герасим учи в Американския колеж в Самоков, България. Работи за Британското и чуждестранно библейско общество и става директор на първото албанско девическо училище в Корча след смъртта на брат си. В 1908 година е делегат на Битолския конгрес.
Герг Кирязи е един от основателите на албанската печатница и списание „Башкими и Комбит“ (Национално единство) в Битоля (1909 - 1910). Публикува два тома литература Hristomathi a udhëheqës për ç'do shtëpi shqiptari (София, 1902) и сбирка религиозни стихове Kënkë të shenjtëruara (София, 1906).